# Гудзій Наталія Михайлівна
Наталія Гудзій (лат. Nataliya Hudziy, яп. ナターシャ・グジー, «Натася Гудзі») — українська співачка та бандуристка, яка народилася в Україні, але упродовж тривалого часу живе та веде активну діяльність в Японії
.

## Біографія
Наталія Михайлівна Гудзій народилась 4 лютого 1980 року в селі Дніпропетровської області. Ще в дитинстві сім'я Наталії переїхала до міста Прип'ять.
26 квітня 1986 року в день Чорнобильської катастрофи її разом з сім'єю було евакуйовано до Києва, де вона вступила до музичної школи і почала вчитись грати на бандурі. У 1993 році, вона приєдналась до хору «Червона Калина» Київського ансамблю народної пісні, який складався переважно з чорнобильських дітей.
У складі цього хору на запрошення Фонду дітей Чорнобиля, очолюваного фотографом Руїті Хірокавою, з 1996 по 1998 рік Наталія декілька разів приїжджала до Японії.
| Коли я вперше почула, що поїду до Японії, я відчула себе щасливою, тому що це був ще один шанс здійснити мрію, яку я вважала втраченою. Я також можу звернутись за допомогою до японців через власні концерти...[3] |
Її виступи привернули особливу увагу і вона здійснила ще 29 сольних виступів протягом березня-червня 1999 року для того, щоб зібрати гроші для постраждалих від радіації. За концерти було вторговано 12 мільйонів єн, які пішли на лікування дітей з раком щитоподібної залози.

За рекомендацією Руїті Хірокави Наталія вирішила залишитися в Японії та зайнятися музикою:

| Мотивація мого приїзду до Японії, полягала в бажанні вивчати далі музику. Після закінчення середньої школи, більшість моїх однокласників вступила до університету, а я працювала, тому що мій батько захворів і мав залишити роботу на атомному підприємстві. Він одужує дома в Києві. Моя зарплата була дуже низькою, і половина з неї йшла на проїзд на роботу і з неї.[3] |
В 1999 році один з волонтерів неурядовій організації Фонд дітей Чорнобиля, познайомив Наталію з Тамае Міятою, яка пізніше стала її вчителем вокалу. Проживала в Токіо.
Наталія Гудзій є ідейною натхненницею проєкту «Мир на крилах». Він спрямований на зближення України та Японії та передбачає три етапи: обмін журавликами-оріґамі між українськими та японськими школярами, передача Україні журавлика, виготовленого дівчинкою Садако Сасакі, яка постраждала від атомного бомбардування міста Хіросіма і померла за 10 років. Третім етапом акції «Мир на крилах» буде фінальний концерт українських та японських виконавців.
. За вагомий внесок у розвиток дружніх взаємин країн відзначена МЗС Японії.

## Дискографія
| Рік  | Інформація про альбом                                                               |
| ---- | ----------------------------------------------------------------------------------- |
| 2002 | セルツェ-心- - Дата виходу: 15 травня, 2002 - Формат: CD                            |
| 2004 | Щасливого різдва / Merry Christmas - Дата виходу: 1 грудня, 2004 - Формат: CD       |
| 2005 | Наталія / ナタリア - Дата виходу: 25 травня, 2005 - Формат: CD                      |
| 2006 | Квітка, що в душі цвіте / こころに咲く花 - Дата виходу: 26 січня, 2006 - Формат: CD |
| 2009 | ナタリア2 - Дата виходу: 15 січня, 2009 - Формат: CD                                |
| 2009 | Зцілення / ヒーリング - Дата виходу: 15 січня, 2009 - Формат: CD                    |